# دياراحمدبن علي (سيئون)
'

تعديل مصدري - تعديل

دياراحمدبن علي هي إحدى قرى عزلة سيئون بمديرية سيئون التابعة لمحافظة حضرموت، بلغ تعداد سكانها 129 نسمة حسب تعداد اليمن لعام 2004.